# ヤン・ミギョン
ヤン・ミギョン（梁美京、1961年7月25日 - ）は、大韓民国の女優。
済州島出身（出生地は釜山。父方の家族が済州梁氏であるため、韓国では出身地を済州島と表記）。身長163cm、体重44kg、血液型AB型。徽慶国民学校（現:徽慶初等学校）、創徳女子中学校、創徳女子高等学校を卒業、崇義（スンウィ）女子専門大学（現:崇義女子大学）応用美術学科卒業。
1983年、KBS10期公募タレントでデビュー。
2007年、コットンネ賢都社会福祉大学校社会福祉学部編入。2009年2月、同校卒業。学位授与式において功労賞を受賞。2011年8月、西江大映像大学院映像芸術学科演技専攻修士課程修了。仁徳大学放送芸能科教授 現職。2011年4月、長崎ウエスレヤン大学現代社会学部社会福祉学科客員教授に就任。
2011年12月、韓国分かちあい奉仕大賞個人部門大賞を受賞。2004年より、一心一体運動本部広報大使として、臓器移植、造血幹細胞提供への理解を深めるためのキャンペーン、自殺防止キャンペーン、開発途上国支援のためのバザーへの参加、モンゴルへの国際奉仕団参加等、国内外での幅広く積極的な活動が認められての受賞となった。
敬虔なカトリック。洗礼名はエリザベート。

## 受賞歴
- 1985年　　KBS演技大賞　新人賞
- 2003年　　MBC演技大賞　特別賞
- 2004年　　百想芸術大賞　人気賞
- 2004年　　英国ロイヤルドルトン（Royal Doulton）ローズ・レディー賞（韓国初）
- 2006年　　第１回モデル賞　韓流功労賞
- 2006年　　第40回納税の日国務総理表彰
- 2008年　　アジア文化振興連盟功労賞
- 2009年　　花村賢都社会福祉大学功労賞
- 2011年　　韓国分かちあい奉仕大賞　個人部門大賞受賞
- 2012年　　MBC演技大賞    黄金演技賞

## 広報大使
- 2003年　　国家保勲処　名誉愛国広報大使（국가보훈처 명예 나라사랑홍보대사）に任命
- 2004年　　一心一体運動本部広報大使（한마음한몸운동본부 홍보대사） に任命
- 2005年　　韓国農食品輸出広報大使（한국 농식품 수출홍보대사） に任命
- 2005年　　金融監督院広報大使（금융감독원 홍보대사 ） に任命
- 2006年　　文化観光省　韓服広報大使（문화관광부 한복홍보대사） に任命
- 2007年　 「韓スタイル」広報大使（문화관광부 한스타일 홍보대사） に任命
- 2008年　  ソウル市食品安全広報大使（서울시 식품안전대사） に任命
- 2008年　  アジア文化芸術振興連盟（FACP）広報大使（아시아 문화예술진흥연맹(FACP)홍보대사） に任命
- 2009年　  韓国社会福祉士協会広報大使（한국사회복지사협회 홍보대사） に任命
- 2011年　  大韓民国国家報勲処　愛国広報大使（국가보훈처 나라사랑 홍보대사） に任命
- 2012年　  ソウル特別市麻浦税務署　一日名誉税務申告奉仕室長（마포세무서 일일 명예민원봉사실장） に任命
- 2012年　  2012 国際農業博覧会広報大使（2012 국제농업박람회 홍보대사） に任命

### 「ハン尚宮」出演以後
『宮廷女官チャングムの誓い』でヒロインのチャングム（李英愛）の師匠、ハン（韓）尚宮を演じた。2007年、マネジメントのトラブルをめぐり実弟との訴訟問題が大きく報道されたために活動を一時休業したが、同年8月SBS大河史劇『王と私』で活動を再開した。

## 出演作品
KBSドラマ
- 1985年　　青い教室（스승의 날 특집극 푸른교실）
- 1986年　　君の肖像（그대의 초상）
- 1987年　　風、風、風（가요드라마 바람바람바람）
- 1991年　　飛び石（징검다리）
- 1995年　　チャン・ノクス（장녹수）
- 1998年　　折鶴（종이학） 共演者：リュ・シウォン（류시원）
- 1999年　　招待 - invitation -（초대） 共演者：イ・ヨンエ（이영애）
- 2000年　　夫婦クリニック愛と戦争-ショッピング中毒症
- 2000年　　学校3（학교3） 共演者：チョ・インソン（조인성）
- 2000年　　幼い王子（어린 왕자）
- 2001年　　継母（새엄마）
- 2001年　　クール（쿨）
- 2002年　　人生画報（인생화보 ） 共演者：ソン・イルグク（송일국）
- 2002年　　二人の男の話（이색극장 두 남자 이야기）

SBSドラマ
- 1992年　　愛するあなた（사랑하는 당신）
- 1993年　　お宅の夫はいかがですか（댁의 남편은 어떠십니까） 共演者：イ・ヨンエ（이영애）
- 1997年　　幸せは我々の胸に（행복은 우리가슴에） 共演者：リュ・シウォン（류시원）　チェ・ジウ（최지우）
- 2000年　　火花（불꽃） 共演者：イ・ヨンエ（이영애） チャ・インピョ（차인표）
- 2000年　　恩師の視木（은사시나무）
- 2001年　　オープンドラマ　同居男女（동거남녀）
- 2004年　　片思い（SBS TV문학상 짝사랑）
- 2007年　　王と私（왕과 나）
- 2008年　　韓中合作ドラマ　飛天舞（비천무）（中国人俳優の吹替え）

MBCドラマ
- 1987年　　人生画報
- 1991年　　頭を下げた男（고개숙인 남자）
- 1992年　　二人姉妹（두 자매 ）
- 1992年　　ヘンチョン･アパート（행촌 아파트）
- 1993年　　一つ屋根の三家族（한지붕 세가족）　共演者：チャ・インピョ（차인표）
- 1995年　　第4共和国（제4공화국）
- 1996年　　愛しているなら（사랑한다면）　共演者：パク・シニャン（박신양）
- 1997年　　迷妄（미망）
- 1997年　　花火（불꽃놀이）
- 1999年　　涙が見えないように（눈물이 보일까봐）
- 2000年　　母よ姉よ（엄마야 누나야）　共演者：アン・ジェウク（안재욱）
- 2001年　　まがり角（창사40주년 특별기획드라마 길모퉁이）
- 2002年　　その陽射しが私に…（그 햇살이 나에게） 共演者：リュ・シウォン（류시원）　キム・ソヨン（김소연）
- 2002年　　止まらぬ愛（거침없는사랑） 共演者：オ・ヨンス（오연수） ソン・イルグク（송일국）
- 2003年　　宮廷女官チャングムの誓い（대장금） 共演者：イ・ヨンエ（이영애）
- 2005年　　がんばれ!クムスン（굳세어라 금순아） 共演者：ハン・ヘジン（한혜진）
- 2005年　　第5共和国（제5공화국）
- 2006年　　直指（직지）
- 2010年　　週末連続ドラマ　たんぽぽ家族（민들레 가족）

　　　　　　　　　邦題『素直に恋して~たんぽぽ三姉妹~』KNTVにて日本初放送（2011年5月18日スタート）
- 2010年　　主婦　キム･クァンジャの第3活動（주부 김광자의 제3활동） 2010年9月22日 午前10時35分放送

　　　　　　　　　邦題『ママはアイドルに夢中』KNTVにて日本初放送（2011年4月12日・5月8日）
- 2011年　　チャクペ（相棒）（짝패） 2011年2月7日 午後9時55分放送　第1話特別出演

　　　　　　　　　邦題『チャクペ~相棒~』KNTVにて日本初放送（2011年6月26日スタート）
- 2011年　　ミス･リプリー（미스리플리） 2011年6月13日 午後9時55分放送　第5話特別出演
- 2012年　　太陽を抱く月（해를 품은달） 2012年1月4日スタート 午後9時55分放送

　　　　　　　　　KNTVにて日本初放送（2012年8月18日スタート）
- 2012年　　メイ･クイーン（메이퀸） 2012年8月スタート 午後9時55分放送
- 2014年      私はチャン・ボリ!（왔다! 장보리、2014年4月4日から10月12日に放送）ソン・オクス役
- 2018年 大君〜愛を描く（대군 – 사랑을 그리다）2018年3月スタート

PBC特別企画ドラマ
- 2007年　　姜完淑（강완숙）

BS Aドラマ
- 私たち家族です　(2021年)　- イ・ジンスク役

・
韓国天主教初の女性教会長カン・ワンスク（1761-1801）役。信仰に目覚め殉教に至るまでの生涯を描く。
映画
- 1985年　　火種
- 1998年　　失楽園（실락원）
- 1999年　　真実ゲーム（진실게임） 共演者：ハ・ジウォン（하지원）
- 2005年　　三日月と夜船（초승달과 밤배）
- 2009年　　キム氏漂流記（김씨 표류기 ）邦題『彼とわたしの漂流日記』

　　　　　　　　　第14回釜山国際映画祭出品作品（2009年10月8日-16日） / 韓国映画ショーケース2009（2009年11月21日ー30日　有楽町スバル座 / 2010年6月19日より新宿バルト9ほか全国にて公開　　
- 2013年　　NLL- 延坪海戦（연평해전）
- 2013年　　やつらが来る（놈이 온다）

　　　　　　　　　　　　　　　　　　　　　　　　　　　
舞台
- 2004年　　憎くてももう一度（미워도 다시 한번）

共演者：宮廷女官チャングムの誓いのヨ・ウンゲ（여운계） チョ・ジョンウン（조정은）
- 2013年　　2013 かもめ（2013 갈매기 ）

## MC担当番組
KBS
- 1994年　　幸せがいっぱいな家（행복이 가득한 집）
- 2005年　　ラブ・イン・アジア （러브인 아시아） アジアの国との国際結婚で結ばれた家族を紹介
- 2005年　　元気いっぱい日曜日（싱싱 일요일） 韓国の農村の暮らしを紹介

SBS
- 2001年　　幸せを探して（생방송 행복찾기）

## トーク番組
SBS
- 2007年　『夜心蔓蔓　1万人に聞きました』　大河史劇『王と私』チームで出演。
- 2007年　『良い朝』

## 特別番組
MBC
- 2000年　『障害者の日　特別生放送・共に行く世の中』
- 2004年　『MBCスペシャル　北朝鮮伝統料理紀行』
- 2011年　『光州MBC　豆、人類を生かす』

## チャリティ番組
KBS
- 2007年　韓中日共同プロジェクト『愛のリクエスト特別企画　小児がんの子に新しい命を』

ユン・ソナ、チャ・テヒョンと共に出演。ヤン・ミギョンは北京の病院を訪問し白血病と闘う少年を励ました。
- 2007年　10周年記念特別番組 愛のリクエスト　1千ウォンの奇跡（10주년기념 사랑의 리퀘스트‘1000원의 기적-시청자 여러분 고맙습니다'）
- 2009年　愛のリクエスト 臓器移植特集- 生命をわかちあう人々（생방송 사랑의 리퀘스트 장기이식 특집- 생명을 나누는 사람들）

## ラジオ番組
TBS
- 2001年　 ヤン・ミギョンの歌の村（양미경의 노래마을）

PBC
- 2005年　 あなたへの道　ヤン・ミギョンです（그대에게 가는 길, 양미경입니다）

2005年4月に放送をスタートさせたこの番組は、葉書とインターネットの掲示板を通じて、リスナーからのリクエスト曲とメッセージを紹介する番組構成とヤン・ミギョンの温かく深みのある声で人気を博し、PBC放送の看板番組となる。ハン尚宮のヤン・ミギョンがパーソナリティを務めているとあって、ホームページには海外からのアクセスも多く掲示板には朝鮮語の他に中国語や英語の書き込みが半数を占めていたとか。番組は2006年4月に終了を迎え、ヤン・ミギョンは同番組の出演料全額をカトリック系救護団体へ寄付することを発表。その勇気ある行動に数多くの賞賛が寄せられた。（ヤン・ミギョン　セレクションCD　ラブレター　プロフィールより）
- 2009年　 毎日 幸せ充電（날마다 행복 충전 ）（5月2日放送）
- 2009年　 ヤン･ミギョンの時間のノート（양미경의 시간의 노트 ）（2011年4月放送終了）
- 2011年　 多文化特集　ヤン･ミギョンの私達が虹のように（양미경의 우리가 무지개처럼 ）（2011年5月放送開始　毎週日曜日午後9時5分）

## イベント
- 2011年　　第4回　音楽がある梨花と詩があるピアノ（제4회 음악이 있는 배꽃과 시가 있는 피아노）MCを担当

## CD
- 2006年　『ヤン・ミギョン　セレクションCD　ラブレター』（양미경의 그대에게 가는 길）

PBC放送のラジオ番組「あなたへの道　ヤン・ミギョンです」で紹介された曲の中から、ヤン・ミギョン本人がお気に入りの曲を集めたコンピレーション・アルバム。ヤン・ミギョンによる詩の朗読も収録されている。

## 出版書籍
- 1997年　『あなたが本当に幸せに暮らしたければ』（당신이 진실로 행복하게 살고 싶다면）
- 2004年　『ヤン・ミギョンの心で読む詩』（양미경의 가슴으로 읽는 시）収益の全額を慈善団体「愛の果実」へ寄付。
- 2008年　『愛する心で』（角川グループ　TOKIMEKIパブリッシング）　ISBN 978-4-04-894659-9

## その他執筆活動
- 2009年　毎日経済新聞　社説·コラム毎経春秋に連載（매일경제 사설·칼럼  매경춘추）

## 雑誌
- 2008年　女性中央（여성중앙） 9月号

## CM
- 2007年　オットギ（오뚜기） ご飯、マンドゥ
- 2007年　インケル（인켈） ホームシアター
- 2008年　済州島（제주도）

## 広告
- 2004年　恋歌（연가 3집 /양미경의 연가추억 ）5枚組コンピレーション・アルバム
- 2006年　百歳酒（백세주）
- 2008年　RAGELLO（라젤로） ファッション・ブランド
- 2008年　麺サラン（면사랑） 日本輸出向け冷麺
- 2012年　エイスリム･ダイエット（에이슬림(Aslim) 다이어트）